# Nevenka Nekić
Nevenka Nekić (Zagreb, 8. svibnja 1942.), hrvatska je književnica, prevoditeljica i slikarica. Po struci je diplomirana povjesničarka, bibliotekarica i profesorica hrvatskoga jezika.

## Životopis
Nevenka Nekić rođena je u Zagrebu 1942. godine. Studirala je na Pedagoškoj akademiji, gdje je diplomirala povijest i hrvatski jezik. Na zagrebačkom Filozofskom fakultetu diplomirala je povijest i knjižničarstvo. 
Predavala je po školama u Zagrebu i zagrebačkoj okolici. Radila je u odjelu Društvu hrvatskih književnika za proučavanje književnosti u hrvatskom iseljeništvu, čiju je književnost promicala. Nakon svih tih mjesta, zadnje radno mjesto prije umirovljenja 2000. godine je bila zagrebačka Nadbiskupska klasična gimnazija.
Suradnicom je raznih elektronskih medija: Hrvatskog radija, Hrvatske televizije, Katoličkog radija i drugih. 
Piše scenarije za dokumentarne filmove Obrazovno-znanstvenog i Dokumentarnog programa HRT-a. Napisala ih je više od 55. Za radijske je postaje pisala emisije iz povijesti i književnosti. 
Sudionicom je hrvatska pjesničke manifestacije Croatia rediviva: Ča, Kaj, Što – baštinski dani 2004., 2007., 2009. i 2011. godine.
Članicom je Društva hrvatskih književnika, Društva hrvatskih književnika Herceg-Bosne, Matice hrvatske, Matice slovačke, Društva hrvatsko-slovačkoga prijateljstva, društva Napredak i inih. 
Dopredsjednica je Hrvatske paneuropske unije.

## Književno stvaralaštvo
Književna djela piše od 1978. godine. Prvo djelo joj je bila novela Jedan dan maloga čovjeka. Od tada redovno piše za razne časopise (Hrvatsko slovo i dr.), Njen spisateljski opus čine eseji iz likovne umjetnosti, pjesme, pripovijetke, polemički i politički članci, putopisi, romani, drame te lirska proza. Pisala je kritičke osvrte, povijesne tekstove. Uređivala je listove Hrvatsku domovinu i Ognjište. 

## Ostale umjetničke djelatnosti
Njeno umjetničko stvarateljstvo nije ostalo ograničeno na književni rad, nego se je usmjerila i na likovnu umjetnost. Slika umjetničke slike koje je izložila na tridesetak samostalnih i skupnih izložba.
Prevodi s njemačkog i slovenskog jezika. 

## Djela
Nepotpun popis djela:
- Život i djelo dr. Antuna Bauera, Đakovo, 1992.
- Moja mala suputnica iz Pregrade: lirski zapisi, Matica hrvatska Pregrada, Pregrada, 1994.
- Ruđe iz Dubrovnika, NKG, Zagreb, 1995.
- Bračka kvadrifora, KS, Zagreb, 1995.
- Legende, kronike i zapisi, HDSP, Zagreb, 1997.
- Grad-zvijezda, Ogranak HPEU, Karlovac, 1998.
- Vukovarske elegije, HKD sv. Jeronima, Zagreb, 1999.
- Croatia petrea, (zbirka pjesama), Ogranak MH i drugi, Mostar, 2000.
- 13 strašnih priča i jedna groteska, Hrvatska kulturna zaklada, Zagreb, 2001.
- Uspomene iz Slovačke, M. Slovačka, Zagreb, 2002.
- Ispovid Marije Mijatove sestri Grgici, (drama), 2002.
- Poljubac antike, Naklada Bošković, Split, 2003.
- Anđeo tame, Ogranak Matice hrvatske Vukovar i Franjevački samostan Vukovar, Vukovar, 2004.
- Tajne sfere, Naklada Bošković, Split, 2004.
- Raosov zbornik, Imotski, 2005.
- Šetnja s carskom maskom: Splitu za 1700. obljetnicu, Naklada Bošković, Split, 2005.
- Hobotnica, Naklada Bošković, Split, 2006.
- Stotine godina visovačke samoće, Naklada Bošković, Split, 2007.
- Ruđer Bošković, Naklada Bošković, Split, 2008.
- Kardinalovo srce: roman o kardinalu Stepincu i stradanju hrvatskog naroda pod komunizmom, Verbum, Split, 2008.
- Hobotnica II, Naklada Bošković, Split, 2009.
- Burik: roman o svećeniku ubijenom u Domovinskom ratu, Udruga dr. Ante Starčević - Tovarnik, Tovarnik, 2009.
- Demon i Sveta Krv, Verbum, Split, 2009.
- Jean ili miris smrti, Udruga dr. Ante Starčević - Tovarnik, Tovarnik, 2012. (najčitaniji roman u Hrvatskoj rujna 2012. prema Hrvatskom knjižničarskom društvu)
- Moja dva stoljeća: memoari, Naklada Pavičić, Zagreb, 2017.

## Nagrade i priznanja
- 1998.: državna nagrada RH Ivan Filipović za djelatnost na polju odgoja i kulture.
- 2001.: posebna nagrada za Serra priču (DHK)
- 2002.: Raosova nagrada za monodramu
- 2003.: posebna nagrada za Serra priču
- 2005.: 1. nagrada za Serra priču
- 2007.: 2. nagrada na Pasionskim danima za roman Čudo u Središtu svijeta (Demon i Sveta Krv)
- 2007.: 2. nagrada Dubravko Horvatić za prozu, za priču Kajo moja[1]
- 2010.: posebna pohvala prosudbenog suda za dodjelu nagrade Bili smo prvi kad je trebalo za knjigu Burik[2]
- 2013.: Nagrada Andrija Buvina

## Vanjske poveznice
- Verbum  Arhivirana inačica izvorne stranice od 6. prosinca 2011. (Wayback Machine) Nevenka Nekić